# Ivan Festa
Ivan Festa (1º febbraio 1972) è un attore italiano.

## Biografia
Inizia presto a recitare in teatro dove è chiamato ad interpretare vari ruoli, dalle voci dei vicoli di Raffaele Viviani fino ad adattamenti di novelle di Luigi Pirandello, monologhi di Anton Čechov, di Adelbert von Chamisso o di Italo Svevo.
Nella sua carriera artistica importanti sono gli incontri con Mico Galdieri, ex presidente dell'Ente Teatrale Italiano, Ernesto Calindri e Giorgio Manacorda.

## Carriera teatrale parziale
- Guerre da Louis-Ferdinand Céline
- Fragments da Harold Pinter e Martin Crimp
- Pasolini a Villa Ada di Giorgio Manacorda
- Senz'atto da Franz Kafka
- Pirandello Box
- Dialoghi tra il Gran me e il piccolo me
- Tragico suo malgrado
- La sagra dei discorsi
- L'astrologo
- Giulia Beccaria maritata Manzoni
- Il Capitan Fracassa
- Gli allegri Bugiardi
- Fa male il fumo
- Storia straordinaria di Peter Schlemihl
- Quanto vale un'ombra ?
- La signorina Julie
- Artisti
- Il guanto nero
- Decameron
- Adelchi